# Голдобенко Анатолій Віталійович
Анатолій Віталійович Голдобенко (нар. 10 січня 1926, місто Іркутськ, тепер Російська Федерація — ?) — радянський державний діяч, начальник Чорноморського морського пароплавства, заступник міністр морського флоту СРСР. Депутат Верховної Ради СРСР 9-го скликання.

## Біографія
Народився в родині службовця. Трудову діяльність розпочав у 1942 році робітником порту Тіксі Якутської АРСР.
У 1947 році закінчив Одеський інститут інженерів морського флоту.
У 1947—1960 роках — інженер, старший інженер, головний диспетчер, заступник начальника Сахалінського морського пароплавства.
Член КПРС з 1952 року.
У 1960—1963 роках — начальник Сахалінського морського пароплавства.
У 1963—1972 роках — начальник Головного управління перевезень і руху, начальник Головного управління суховантажного флоту, начальник Головного управління експлуатації флоту, начальник Головного управління портів Міністерства морського флоту СРСР.
У 1972—1975 роках — начальник Чорноморського морського пароплавства.
З 1975 по середину 1980-х років — заступник міністра морського флоту СРСР.
Потім — на пенсії в місті Москві.

## Нагороди та звання
- два ордени Леніна
- орден Жовтневої Революції (1984)
- два ордени Трудового Червоного Прапора
- медалі